# إرنست بوش (ممثل)
إرنست بوش (بالألمانية: Ernst Busch) (و. 1900 – 1980 م) هو مغنيوممثل مسرحي ومخرج وممثل أفلام ألماني ولد في كيل وتوفي في برلين الشرقية، ، ، كان عضوا في فرقة مسرح برلين فرقة مسرح برلين [الإنجليزية]، مثل أدوارا رئيسية في مسرحيات برتولت بريخت، وعرف بأدائه لأغاني الحركة الاشتراكية الألمانية.

## نشاطه السياسي
كان في الأعوام 1916 إلى 1918 عضوًا في الحزب الديمقراطي الاجتماعي الألماني ثم خرج منه مع المجموعة اليسارية التي انفصلت عن الحزب لتؤسس الحزب الديمقراطي الاجتماعي المستقل.
تطوع في الحرب الأهلية الإسبانية في صفوف الألوية الأممية.
انضم عام 1945 إلى الحزب الشيوعي الألماني ثم إلى حزب الوحدة الاشتراكي الحاكم في ألمانيا الديمقراطية.

## جوائز
حصل على جوائز منها:
- جائزة الفنون من اتحاد النقابات الحر في ألمانيا الديمقراطية  [لغات أخرى]‏ (1977)
- وسام الصداقة بين الشعوب (1975)
- الجائزة الوطنية لجمهورية ألمانيا الديمقراطية (1956)
- جائزة لينين للسلام
- نيشان كارل ماركس
- وسام الاستحقاق الوطني الذهبي.

## وصلات خارجية
- إرنست بوش على موقع IMDb (الإنجليزية)
- إرنست بوش على موقع الموسوعة البريطانية (الإنجليزية)
- إرنست بوش على موقع روتن توميتوز (الإنجليزية)
- إرنست بوش على موقع مونزينجر (الألمانية)
- إرنست بوش على موقع ألو سيني (الفرنسية)
- إرنست بوش على موقع ميوزك برينز (الإنجليزية)
- إرنست بوش على موقع أول موفي (الإنجليزية)
- إرنست بوش على موقع قاعدة بيانات الأفلام السويدية (السويدية)
- إرنست بوش على موقع ديسكوغز (الإنجليزية)
- إرنست بوش على موقع قاعدة بيانات الفيلم (الإنجليزية)